# Jung Kyung-Eun
Jung Kyung-Eun (en coreano: 정경은; Masan, 20 de marzo de 1990) es una deportista surcoreana que compite en bádminton, en la modalidad de dobles. Participó en dos Juegos Olímpicos de Verano en los años 2012 y 2016, obteniendo una medalla de bronce en Río de Janeiro 2016 en la prueba de dobles.

## Palmarés internacional
| Juegos Olímpicos | Juegos Olímpicos        | Juegos Olímpicos  | Juegos Olímpicos |
| Año              | Lugar                   | Medalla           | Prueba           |
| ---------------- | ----------------------- | ----------------- | ---------------- |
| 2016             | Río de Janeiro (Brasil) | Medalla de bronce | Dobles           |